# Birch Run
Birch Run è un village all'interno della township omonima, all'interno della Contea di Saginaw, nello Stato del Michigan. La popolazione era di 1.555 abitanti nel censimento del 2010.

## Sport
Birch Run era la sede dei Great Lakes Storm, una squadra di CBA.